# Chloroclystis variegata
Chloroclystis variegata är en fjärilsart som beskrevs av Moore 1887. Chloroclystis variegata ingår i släktet Chloroclystis och familjen mätare. Inga underarter finns listade i Catalogue of Life.